# 水科慶子
水科 慶子（みずしな けいこ、伊藤 慶子、いとう けいこ、1944年 - ）は、松竹歌劇団（SKD）出身の女優。伊藤正次演劇研究所を運営後、Ito・M・Studioを設立・主宰。(Ito・M・Studio 公式サイト → https://ito-m-studio.com/index.html )

## 来歴・人物
- 松竹歌劇団を卒業後、水科慶子として松竹映画と専属契約を結ぶ。
- 1961年に松竹映画『ママおうちが燃えてるの』川頭義郎監督でデビュー。[1]
- 1983年から伊藤正次（夫）が主宰する伊藤正次演劇研究所の設立・スタジオ運営に携わる。
- 2004年に正次が没後、Ito・M・Studioを設立し主宰となる。
- 2011年～2013年に、目白大学短期大学部生活学科・介護福祉コースの非常勤講師を担当。叔父である舞踊家伊藤道郎の表現の継承するミチオイトウ同門会に参加。

## 出演

### 映画
- 『ママおうちが燃えてるの』川頭義郎監督(1961年松竹映画)
- 『酔っ払い天国』渋谷実監督（1962年松竹映画）
- 『パラキンと九ちゃん　申し訳ない野郎たち』市村泰一監督（1962年松竹映画）
- 『晴子の応援団長』酒井欣也監督（1962年松竹映画）
- 『かあさん長生きしてね』川頭義郎監督（1962年松竹映画）
- 『喜劇　団地親分』市村泰一監督（1962年松竹映画）
- 『下町の太陽』山田洋次監督（1963年松竹映画）
- 『二人だけの砦』渋谷実監督（1963年松竹映画）
- 『１００万人の娘たち』五所平之助監督（1963年松竹映画）
- 『鏡の中の裸像』中村登監督（1963年松竹映画）
- 『彼女に向かって突進せよ』市村泰一監督（1963年松竹映画）
- 『馬鹿まるだし』山田洋次監督（1964年松竹映画）
- 『いいかげん馬鹿』山田洋次監督（1964年松竹映画）
- 『乾いた花』篠田正浩監督（1964年松竹映画）
- 『日本脱出』吉田喜重監督（1964年松竹映画）
- 『にっぽんぱらだいす』前田陽一監督（1964年松竹映画）
- 『戦場の野郎ども』堀内真直監督（1964年松竹映画）
- 『喜劇大親分』酒井欣也監督（1965年松竹映画）
- 『裸の青春』水川淳三監督（1965年松竹映画）
- 『ヤサぐれの掟』湯浅波男監督（1965年松竹映画）
- 『なつかしい風来坊』山田洋次監督（1966年松竹映画）
- 『おはなはん』野村芳太郎監督（1966年松竹映画）
- 『喜劇 一発勝負』山田洋次監督（1967年松竹映画）

### テレビ
- 『お笑い三人組』(NHK）
- 『海の野郎ども』（KTV）
- 『浮気はつらいよ』（NTV）
- 『うちのお父ちゃん』（TBS）
- 『楽天夫人』（ＫTV）
- 『いつでも君は』（MBS）
- 『楽夫よ男よ強くなれ（最終回（第26回））邪魔しないでね!!』（NET）
- 『おれは男だ！』（NTV）